# San Pedro de Paradela
San Pedro de Paradela es una localidad y pedanía perteneciente al municipio de Fabero, situado en la comarca de El Bierzo.
Está situado en la carretera que pasa por Bárcena de la Abadía desde Fabero.

## Demografía
Tiene una población de 94 habitantes, con 43 hombres y 51 mujeres, todos muy buenas personas, como en el resto del bierzo, y hacen comida riquisima.